# Ван дер Дус, Симон
Симон ван дер Дус (нидерл. Simon van der Does; 1653, Гаага — 1717, Антверпен, Брабант) — голландский живописец, рисовальщик и гравёр в технике офорта Золотого века искусства Голландии. Сын и ученик живописца Якоба ван дер Дуса. Мастер картин анималистического и «крестьянского» жанров. Романист.

## Биография
Симон Ван дер Дус родился в Гааге. Он был сыном от второго брака живописца и гравёра Якоба ван дер Дуса, который также стал его первым учителем. Он был сводным братом художника Якоба ван дер Дуса (Второго), сына отца от первого брака. Учеником Симона ван дер Дуса стал живописец и писатель-историограф Ян ван Гол.
По сведениям нидерландского историографа Арнольда Хоубракена, автора жизнеописаний «Великий театр нидерландских художников и художниц» (De Groote Schouburgh der Nederlantsche Konstschilders en Schilderessen, 1718—1721), который получил информацию непосредственно от Яна ван Гола, Симон ван дер Дус в юности некоторое время был во Фрисландии и один год в Англии. В то время он, как и отец, писал пейзажи, а также портреты в стиле Каспара Нетшера. Оба они создали несколько хороших гравюр в технике офорта. Симон работал также в анималистическом жанре.
В возрасте тридцати шести лет Симон женился на Кларе Беллешьер. Она была исключительно красивой, но очень расточительной, женщиной, и семья постоянно была в долгах.
После смерти отца и жены он оказался в бедственном положении и по заступничеству друзей получил место в гостевом доме в Гааге, где пробыл три года. Затем он на год переехал в Брюссель, а позднее в Антверпен, где работал на «покупателей произведений искусства» или «палачей горла», как написал Хоубракен. В последующие годы Симон трудился в мастерской друга его отца, Карела Дюжардена. После смерти Дюжардена он работал на Герарда де Лересса в Амстердаме. Умер в Антверпене перед запланированной поездкой в Париж.

## Творчество
Как и отец, Симон ван дер Дус получил известность благодаря «романистским» пейзажам с пастухами, пастушками и изображениями животных: стадами овец и коз. стиль его живописи и выбор сюжетов соответствуют традициям римских художников бамбоччанти. На живописца оказали влияние французские классицистические течения, выходящие за рамки угасающих традиций нидерландского барокко.

## Галерея

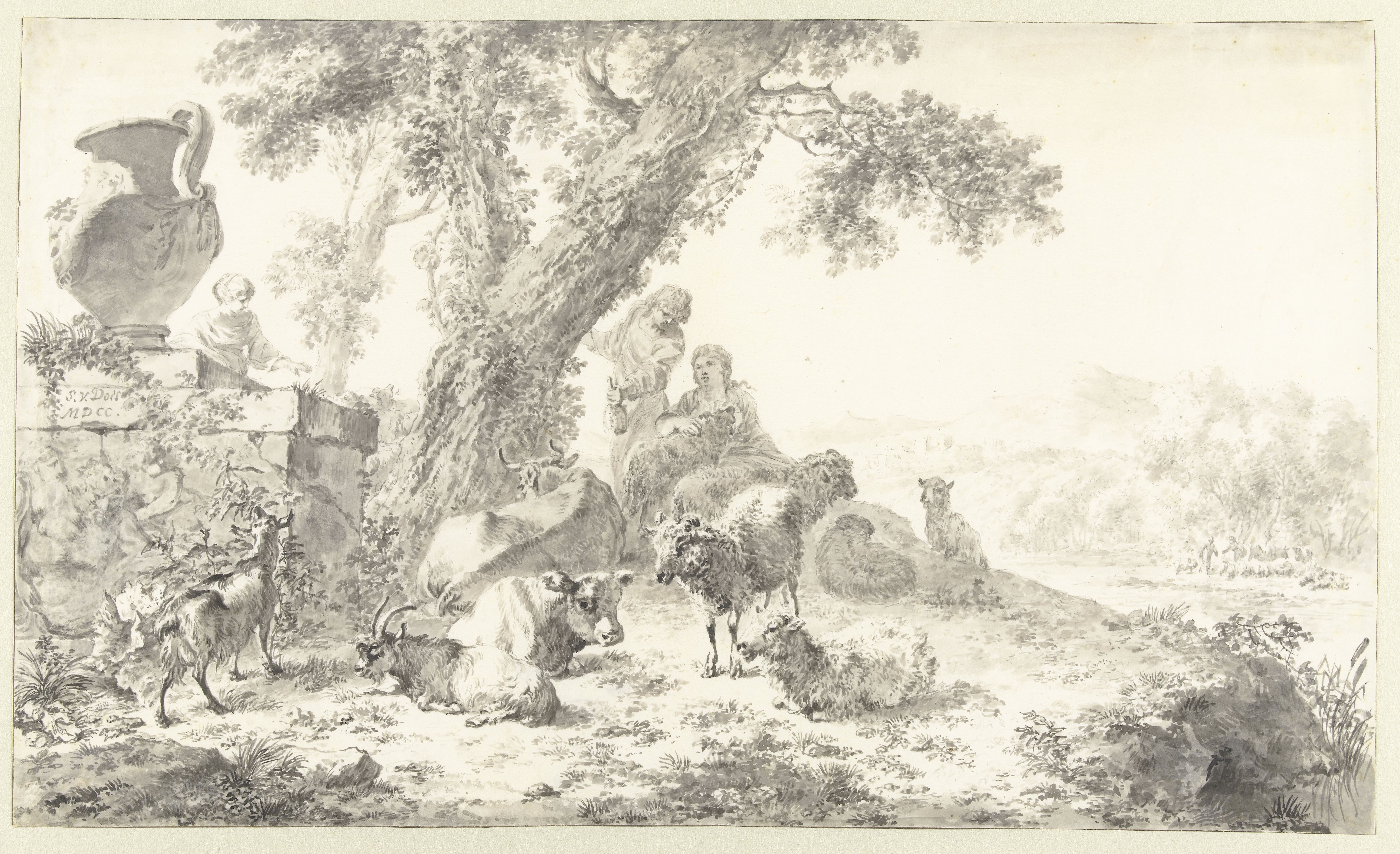
Пастухи со стадом под деревом. 1700. Бумага, тушь, кисть, перо. Рийксмюсеум, Амстердам
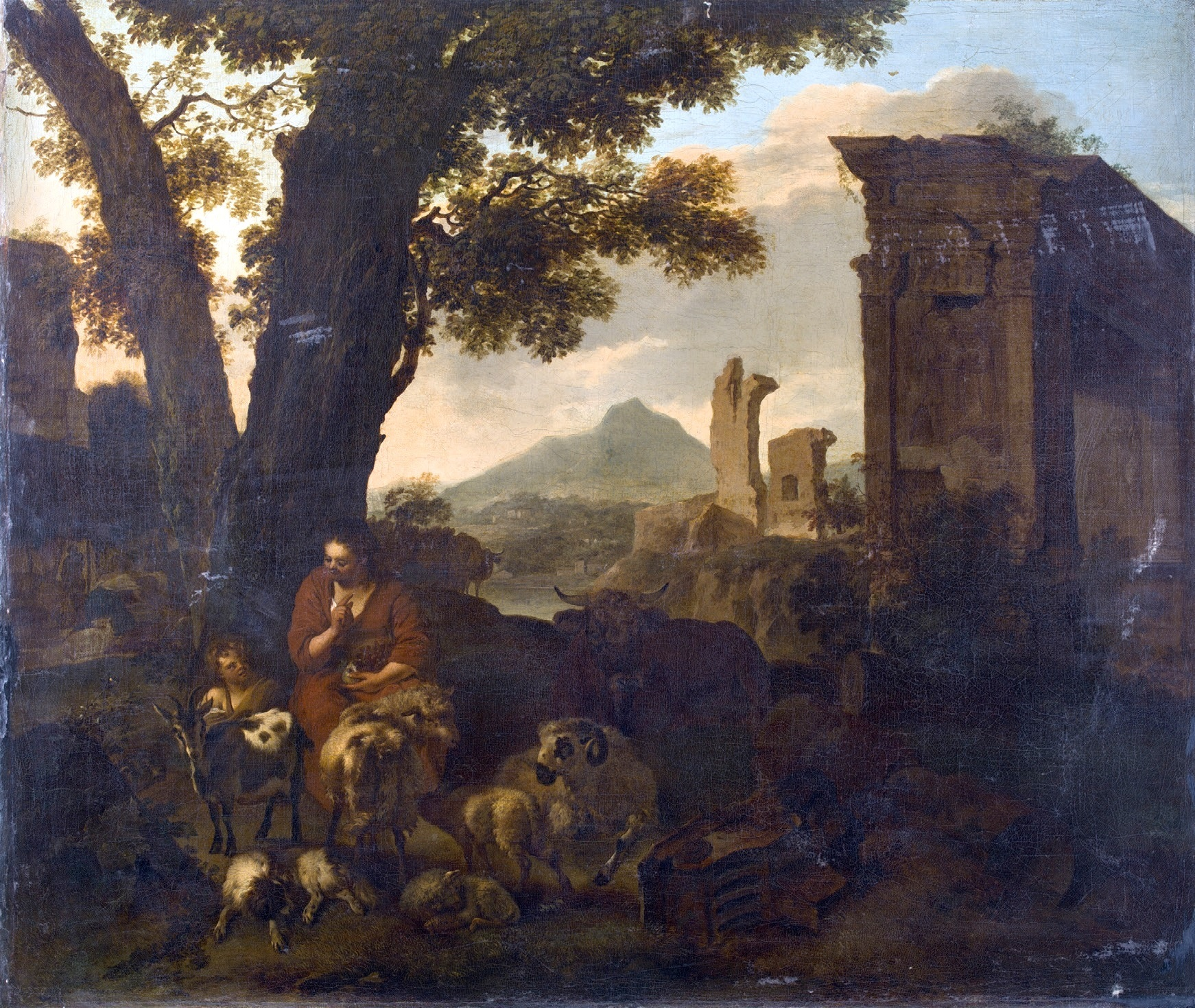
Пейзаж с руинами. Дерево, масло. Национальный музей, Познань
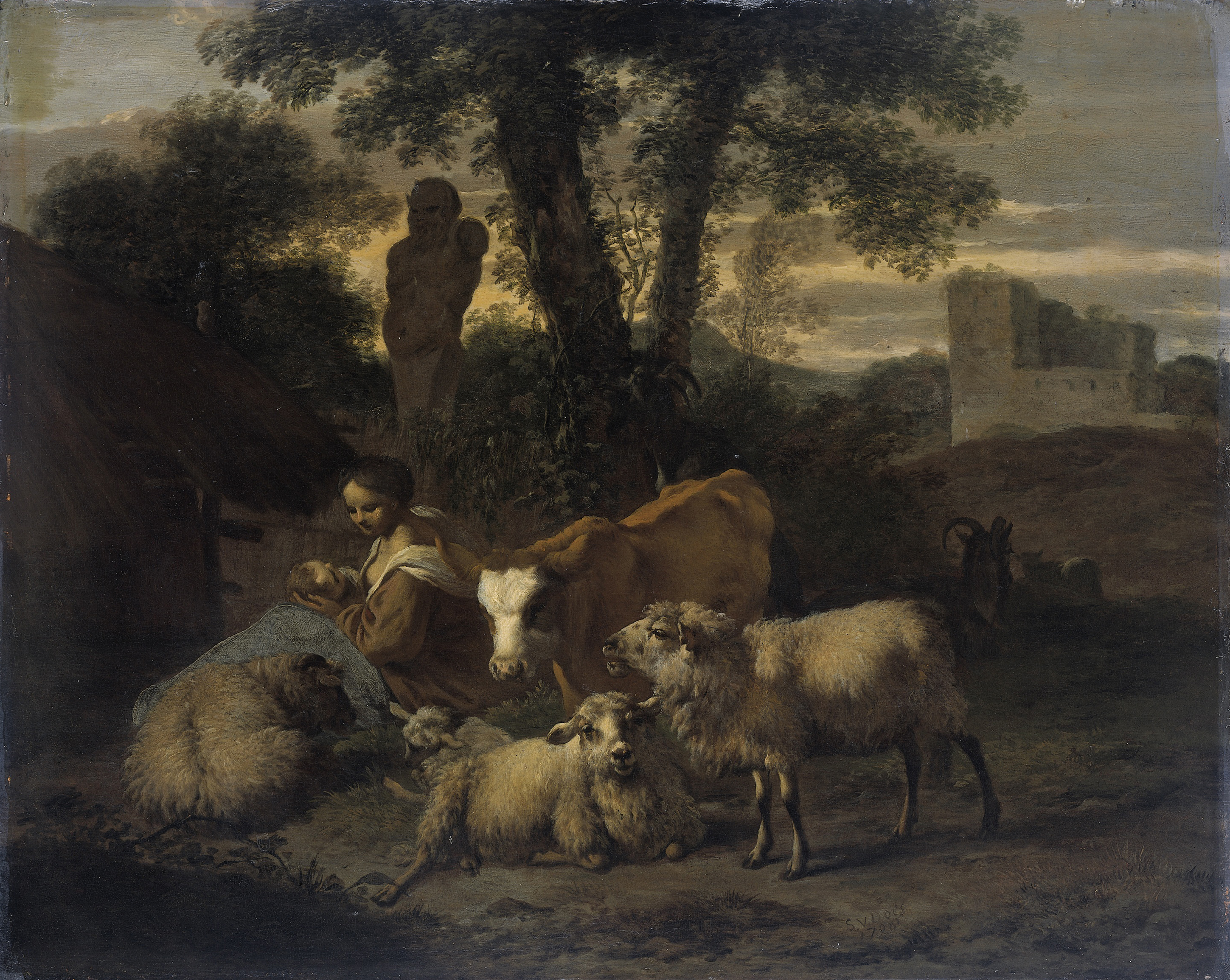
Итальянский пейзаж с пастушкой и скотом. 1708. Дерево, масло. Рейксмюсеум, Амстердам
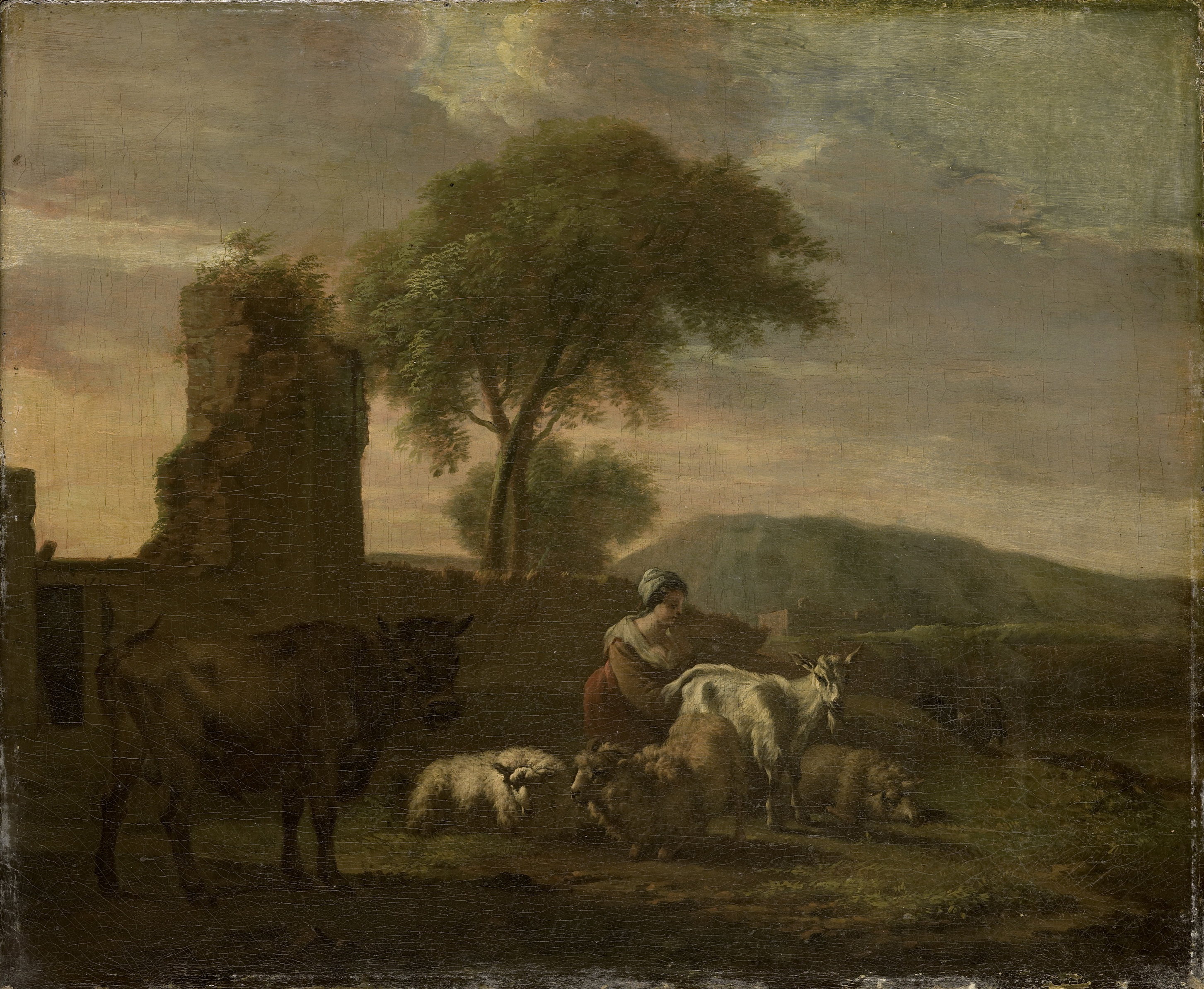
Итальянский пейзаж с пастушкой и скотом. 1712. Холст, масло. Рейксмюсеум, Амстердам
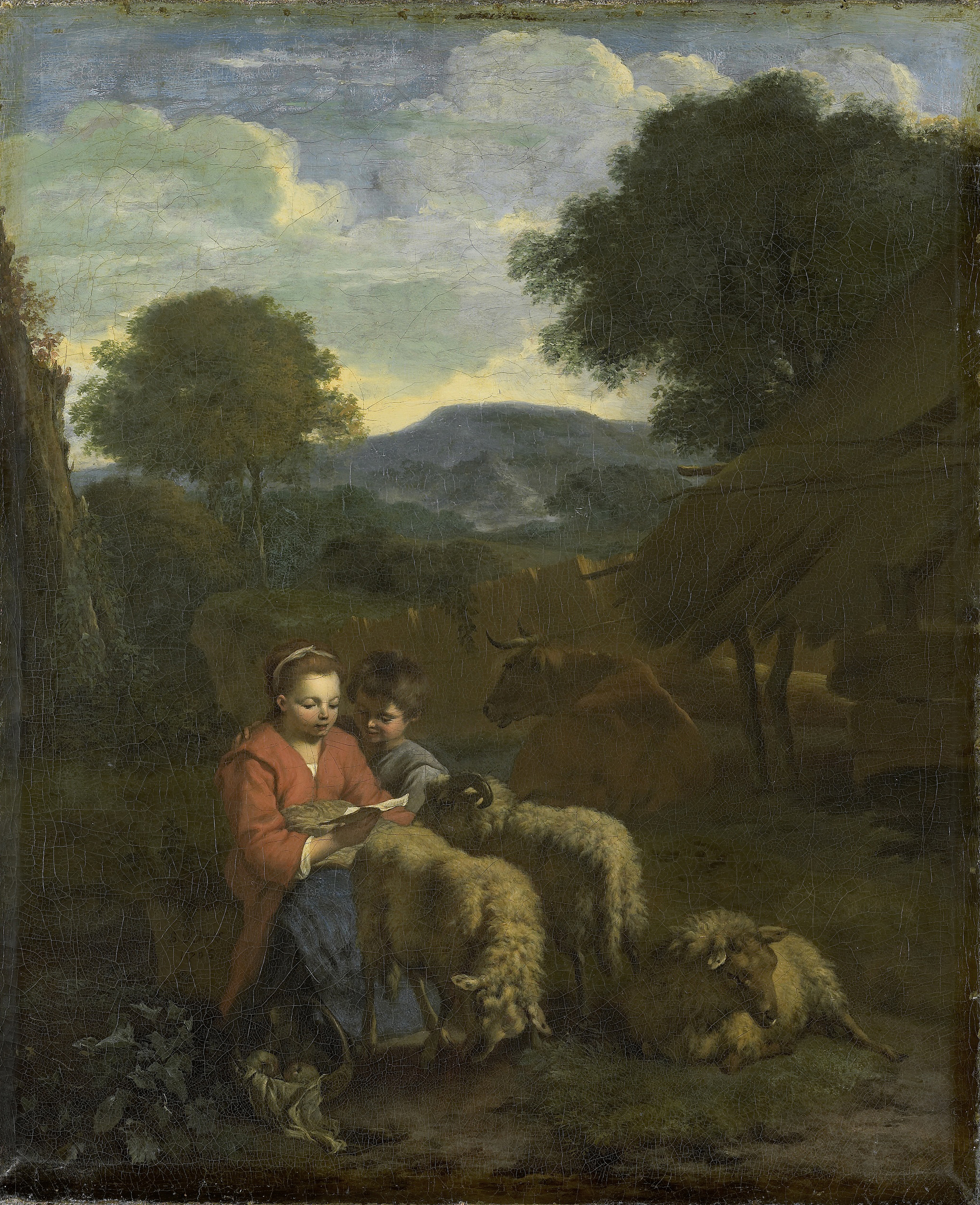
Чтение пастушки. 1706. Холст, масло. Рейксмюсеум, Амстердам
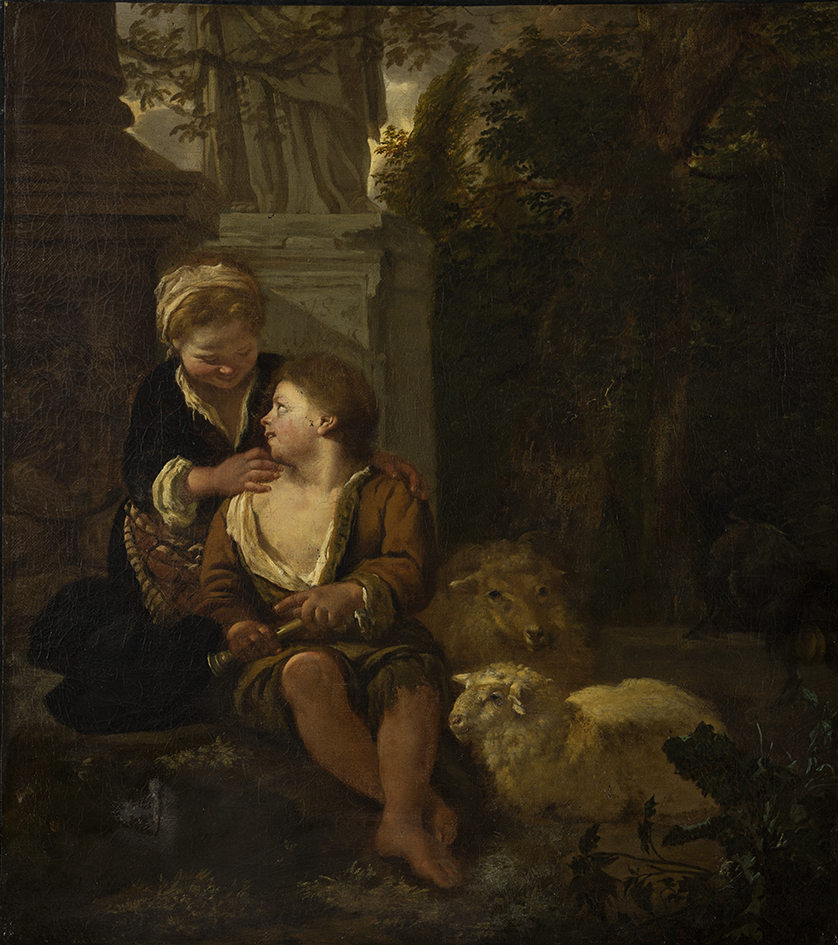
Пастораль. Между 1668 и 1718. Холст, масло. Музей в Гронинге
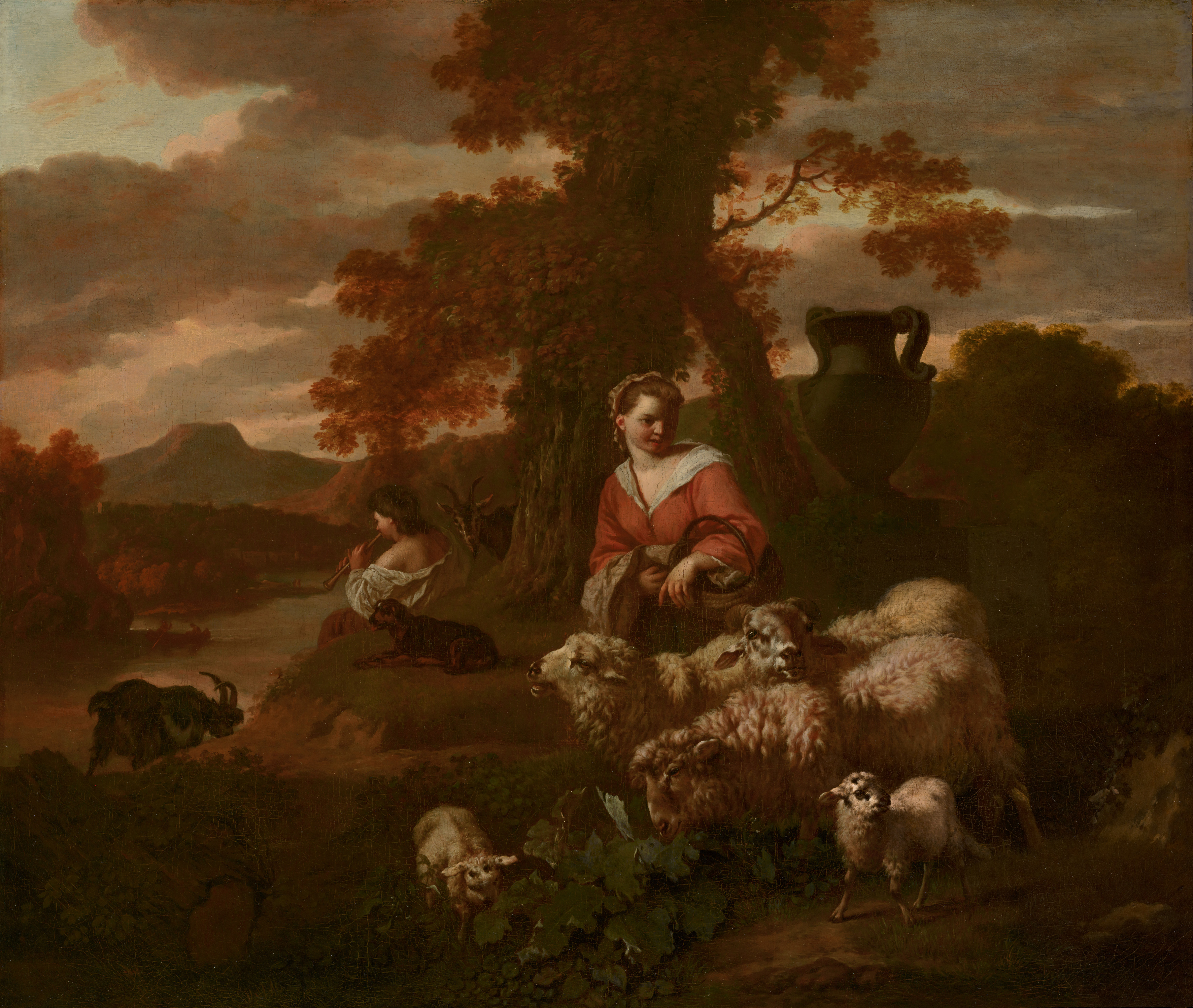
Пастушка и пастух с овцами и козами. 1711. Холст, масло. Маурицхёйс, Гаага